# Juhász László (nevelő)
Juhász László (Szalóc, 1871. május 15. – Putnok, 1934. szeptember 9.) nevelő, református esperes.

## Életútja
Otrokócsi tanító fia. Középiskolai tanulmányait a rimaszombati egyesült protestáns főgimnáziumban bevégezvén, 1889-ben a sárospataki református teológiai akadémiába iratkozott be és itt volt 1893-ig, amikor a kápláni vizsgát letette. Ezután a Patay családnál volt nevelő. A budapesti, párizsi, londoni és berlini egyetemeken tanult. Segédlelkészként működött, majd 1907-ben hanvai, 1918-ban putnoki lelkész lett, s utóbbi minőségében 1921-ben az akkor megszervezett gömör-tornai egyházmegye megválasztotta esperessé. A budapesti negyedik zsinat rendes tagja volt.
Mint akadémiai hallgató az irodalmi önképző társulatban élénk tevékenységet fejtett ki és a társulat által kiadott Sárospataki Ifjusági Közlönynek 1891. február 15-től 1892. január 15-ig főmunkatársa, majd 1892. február 15-től június 15-ig szerkesztője volt.
Költeményeket írt a Gömör-Kishontba (1894); Gyurkovics menyecskék című regényt a Magyar Ujságba (1896) és humoreszket a Borsodmegyei Lapokba (1896. 27. és k. sz. Egy vadgalambról meg egy keselyűről, mely az Otthon-kör pályadíjával jutalmaztatott.)

## Munkája
- Deczember. Költemények. Sárospatak, 1893. (Ism. Vasárn. Ujság 18. sz.)
- A felső tízezer. Budapest, 1900.